# Vnuk

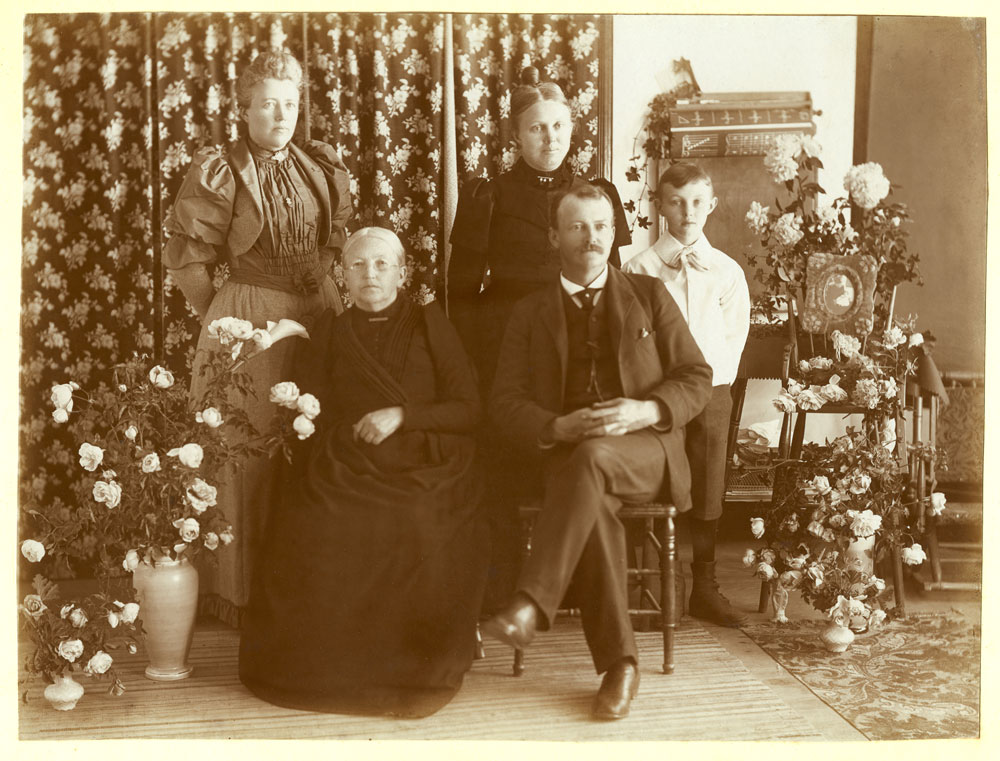
Příklad rodinného portrétu z konce 19. století. Vnuk babičky je zcela vpravo. Snímek byl pořízen u příležitosti úmrtí v rodině. (cca 1894)

Vnuk, zdrobněle vnouček, je označení pro příbuznou osobu, která je mužským potomkem jejích potomků. Jeho ženským ekvivalentem je vnučka. V případě potomka o generaci mladšího se používá označení pravnuk. Každý člověk je pro někoho vnuk nebo vnučka a zároveň každý vnuk nebo vnučka má tedy celkem čtyři prarodiče, dva dědečky (otce otce a otce matky) a dvě babičky (matku matky a matku otce), pravnuk má pak celkem osm praprarodičů.
V případě vnuků a vnuček v dětském věku lze použít i slovo vnouče, všechny vnuky a vnučky pak označujeme souhrnným názvem vnoučata, pravnuky a pravnučky pravnoučata.

## Poznámka
Vnuk a Vnouček jsou také (obdobně jako dědeček a babička) česká příjmení.

## Příjmení
- František Vnuk (* 1926) – slovenský historik
- Ľubomír Vnuk (1970–2013) – slovenský fotbalista